# コシュレルの戦い
コシュレルの戦い（コシュレルのたたかい、英語: Battle of Cocherel）は、 1364年5月16日にフランス・ノルマンディー地方のウルベック＝コシュレル付近で起きた、フランス王国軍とナバラ王国軍の間の戦いである。ナバラ王カルロス2世（悪王）が、ブルゴーニュ公の継承権を巡ってフランス王と対立し、 百年戦争でフランスと交戦状態にあったイングランド王国と結んでノルマンディーに攻め込んだが、フランスに撃退された。

## 背景
ナバラ王国はフランスとスペイン国境にある小国で、13世紀ごろからフランス王家と血縁関係が強くなっていた。カルロス2世はフランス王族エヴルー伯フィリップと、フランス王ルイ10世の長女でナバラ女王のフアナ2世の間に生まれ、ノルマンディー地方に所領を有していた。百年戦争の混乱の中でフランスでの影響力拡大を狙っていたカルロス2世は、フランス王ジャン2世が重用した王軍総司令官のシャルル・デ・ラ・セルダと対立して1354年に殺害したり、イングランドに近づく動きを見せたりしたため、ジャン2世に拘留されるなど、フランス王家と関係が悪化していった。1361年にブルゴーニュ公が死去するとカルロス2世は長系相続者として相続権を主張したが、公位はジャン2世に渡ったため、カルロス2世はブルゴーニュとノルマンディーの侵攻を計画した。
カルロス2世は、イングランドのエドワード黒太子の紹介でガスコーニュ貴族のジャン3世・ド・グライーを雇い、ノルマンディーに送り込んだ。グライーはポワティエの戦いでイングランド軍の勝利を決定づける働きをするなど武将として高名で、年代記作家のジャン・フロワサールが「騎士の鑑」と称賛した人物である。
一方、フランス王シャルル5世は、馬上槍試合の名手として知られ、ブルターニュ継承戦争（1341年 – 1364年）で武将として名を挙げつつあったベルトラン・デュ・ゲクランを派遣した。

## 戦力

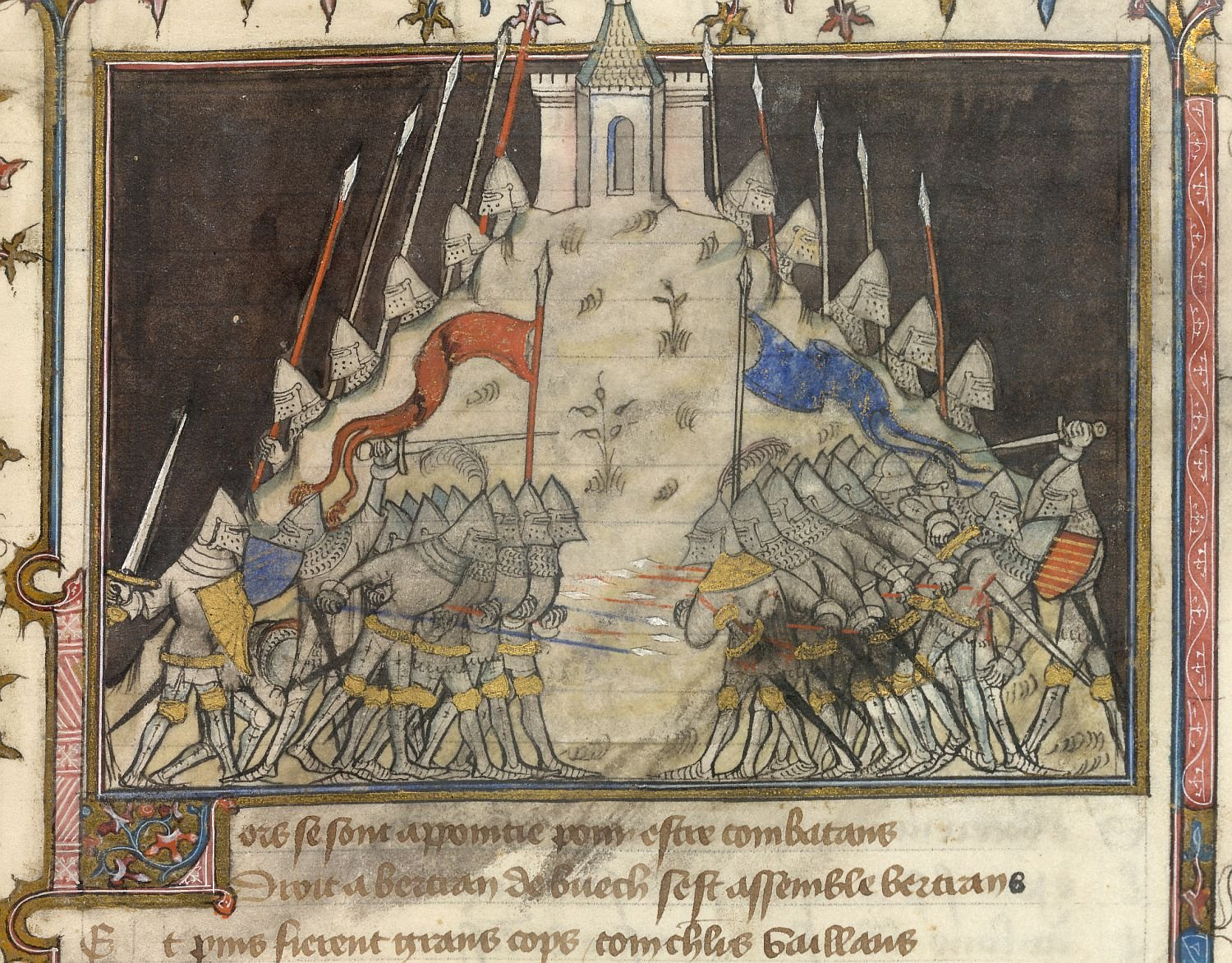
コシュレルの戦い（14世紀末）

フランス軍中で最も位の高い人物はオセール伯だったが、実際の指揮をとったのはゲクランだった。ジャン・ド・ヴィエンヌのようなブルゴーニュ騎士のほか、ブルターニュ、ピカルディ、パリ、ガスコーニュなどの各地から騎士が集まっていた。

ナバラ軍の指揮官はグライーで、800～900人の騎士と、ノルマンディー、ガスコーニュ、イングランドから集められた兵4,000～5,000人が従った。また、イングランド長弓兵300人も参加していた。ナバラ軍中の最精鋭は、装甲兵士と長弓兵から成るイングランド部隊で、騎士ジョン・ジュエルが率いていた。イングランド兵とガスコーニュ兵の多くはブルターニュとフランス西部で活動していた傭兵団の兵だった。

## 戦い
ナバラ軍は丘の上に兵を3列に並べて両脇に弓兵を配置した。これは当時のイングランド軍がよく使った防御力の高い陣形で、白兵戦に持ち込まれる前に弓兵の猛烈な射撃で敵兵力を粉砕してしまうというものであり、イングランド軍はこれまで数多くの戦闘で勝利を手にしていた。ところが、ゲクランはナバラ軍の陣地に一度攻撃を仕掛けて挑発した後、わざと部隊を後退させた。これに誘い出されたジョン・ジュエルとイングランド兵が丘の上の陣を捨てて駆け下りると、グライーもこれに続かざるを得ない状況になった。丘を下ったナバラ軍は、ゲクランが繰り出した伏兵によって側面を攻撃されて壊滅し、グライーは捕虜となった。

## 戦後
敗戦によりナバラ王カルロス2世の企図は頓挫し、ブルゴーニュ公位の要求を放棄した。百年戦争で勇名を馳せていたグライーを破ったことで、ゲクランの名声は一躍高まった。グライーは解放された後、エドワード黒太子に従ってスペインで第一次カスティーリャ継承戦争に従軍し、1367年に起きたナヘラの戦いで再びゲクランと戦うことになった。この戦いではゲクランが敗れて捕虜になった。